# Teresa Calafell i Carrasco
Teresa Calafell i Carrasco   (1943 - Barcelona, 24 de novembre de 2000) va ser una important dona de teatre: destacada titellaire, actriu, figurinista, escenògrafa, dramaturga i directora escènica.

## Biografia professional
Teresa Calafell procedia d'una família anarquista i des del seu naixement es comunicava amb els seus pares, tots dos sords, en llengua de signes. Va estudiar art a l'Escola Massana, participava en el grup de mims Rodamón i ballava. La Teresa es va unir el 1967 a l'Equip d'Expressió Claca, que havia creat Joan Baixas amb un grup de dotze joves artistes. A partir de l'octubre de 1967 –professionalment l'agost de 1968– van fundar conjuntament la companyia de teatre Putxinel·lis Claca, després Teatre de la Claca.

## Obra

### La Claca
La Claca va realitzar i interpretar gairebé trenta espectacles, alguns en col·laboració amb artistes d'altres disciplines com «Mori el Merma», amb el pintor Joan Miró, «Peixos abissals» amb Antonio Saura, Antoni Tàpies i Eduardo Chillida, o «Laberint» amb Roberto Matta. A part de representar a tot Catalunya i Espanya, la companyia va tenir una gran repercussió internacional. La Claca va actuar en seus com al Centre Georges Pompidou de París, el Riverside Studios de Londres, la Sydney Opera House a Austràlia, el Lincoln Center de Nova York o el Teatro di Porta Romana de Milà i països com Dublín, Dinamarca, Noruega, Suècia o Ginebra. A més, va participar en festivals com per exemple el Hong Kong Arts Festival, el Spoleto Festival de Charleston i el The Baltimore International Theater Festival als Estats Units, el Festival Mondial de Charleville-Mézièrs a França, el New Aspect International Arts Festival de Taiwan o la Mostra de Teatro Espanhol de Lisboa.
Els principals espectacles de La Claca són:
- A tot arreu se’n fan de bolets, quan plou (1968). Versió lliure de "El cercle de guix" (dBertolt Brecht) de Xavier Romeu, amb música de J. M. Martí. Espectacle per a adults amb titelles de guant i actors.
- Les Aventures de Pinotxo (1968). Versió lliure de l'obra de Carlo Collodi.
- N'Espardenyeta (1969). Rondalla mallorquina, dramatúrgia de Jaume Vidal Alcover. Espectacle per a nens amb titelles de guant. Estrenat el 1969 al Teatre Romea.
- No diguis molt bé del ruc fins que el tinguis conegut (1970). Òpera bufa d'improvisació multitudinària. Text i muntatge amb F. Bofill.
- El conte de les aïgues (1970). Obra de Joan Baixas sense text, inspirada en una llegenda dels natius americans Pueblo. Espectacle per a nens amb una tècnica especial de titelles-objecte.
- Breu record de Tirant lo Blanc (1971). Adaptació de Maria Aurèlia Capmany amb música de Clausells-Casals. Espectacle per a nens amb titelles de tija.
- Calaix de sastre (1971). Espectacle per a adults amb una tècnica especial de titelles-objecte conformat dels números: No m'agraden els ninots, Les Botes, La Navalla, La Pilota, El Pallasso, Pintura, Strip-tease, Caixa de Sorpreses, etc.
- Els tres plets de Pasqua Granada (1972). Adaptació de l'obra d'Enric Valor.
- El Porc, l'Ovella i el Corb (1972). Diversos textos de Francesc Eixeminis.
- La serp del riu, el tigre de la selva (1972). Adaptació de l'argument d'una òpera xinesa.
- Xupinel·lilaca (1972).Col·laboració amb Dani Freixas.
- En Martinet i la Pepeta (1972). Textos de Punch and Judy de Polichinelle i Karaguez traduïts per Xavier Romeu.
- Malaltia misteriosa (1973). Textos de Punch and Judy de Polichinelle i Karaguez traduïts per Xavier Romeu.
- L'or (1973). Adaptació de l'obra de Blaise Cendrars.
- La flor romanial (1974). Adaptació de la versió d'Antoni Maria Alcover per part de Joan Baixas. Espectacle per a nens amb titelles de guant.
- El drac del Castell dels Moros (1974). Text de Joan Baixas. Espectacle per a nens amb titelles-objecte.
- Nyaps, davant d'un mirall (1975). Obra de Joan Baixas sense text, amb els números: Teiatru, Manipulacions damunt d'una taula, Bufades al foc (homenatge a Antoni Tàpies), Ocell de pas (homenatge a Saul Steinberg), etc. Espectacle per a adults amb marionetes de fil, va ser estrenat al Palau de la Música Catalana durant el III Festival Internacional de Titelles de Barcelona.
- En Pere sense por (1975). Representat també amb el nom de Pere poca por, Juan sin miedo (en castellà) o Peter without fear (en anglès). Espectacle popular per a nens i adults, es representa a l'aire lliure amb gegants i cap-grossos.
- Quadres d'una exposició (1976). Obra de Joan Baixas sobre música de Modest Mussorgsky. Espectacle per a nens amb ombres xineses.
- Mori el Merma! (1978). Adaptació de Ubu roi (Alfred Jarry) de Joan Baixas i la companyia. Els ninots utilitzats - de gran format - van ser construïts per La Claca seguint les instruccions de Joan Miró, qui després els va pintar en una sessió especial. Espectacle amb gegants i cap-grossos.
- Peixos abissals (1980-1983). Trilogia d'espectacles basada en tres rondalles: En Joan de l'Ós, amb màscares, marionetes de fil i decorats inspirant en Antoni Tàpies; L'espasa blava, basada en un conte de Lu-Sing i en col·laboració amb Antonio Saura; i Mari Lamiña, basat en un projecte d'Eduardo Chillida.
- Antologia (1981). Espectacle popular recull d'alguns dels èxits de la companyia, com per exemple Mori el Merma o En Joan de l'Ós. Es va estrenar al Riverside Studio de Londres i va gaudir d'una àmplia trajectòria internacional.
- Les aventures d'Hèrcules a l'Atlàntida (1983). Text de Joan Baixas a partir de poemes de Jacint Verdaguer. Espectacle amb màscares i titelles de guant.
- El bosc de rondalles (1984). Inspirada en diferents llegendes; programa de trobada entre la companyia i altres artistes.
- El món a l'Inrevés (1985). Obra sense text amb la col·laboració de Cesc Gelabert, J. A. Amargós i Jaume Sorribas.
- Laberint o El quid de don qui? Laberint (1985). Peça inspirada en una llegenda del mateix nom, creada amb la col·laboració de l'artista visual Roberto Matta. La música - sota el nom de Don Qui au Labyrinthe - va ser composta pel fill de l'artista, Ramuntcho Matta. El Laberint va ser estrenat oficialment a Alacant, però va fer prèvies al Centre Georges Pompidou de París - jornada creativa davant l'exposició retrospectiva de Matta al centre - o a Lisboa. L'any 1986 va estrenar-se l'obra El quid de don qui? Laberint a Barcelona, amb motiu de les Festes de la Mercè.
- Un març d'ous (1986). Acció: la companyia organitza un mes d'activitats i vida artística a Sant Esteve de Palautordera a partir de la carpa.
- Clacabaret: Frivolites Arrevistades (1986). Estrenada a Canet de Mar.

Durant els anys 60 i 70, Teresa Calafell va formar part del teatre independent, vessant del teatre català i espanyol clarament posicionada contra el franquisme i atreta per les noves avantguardes teatrals europees, a través de la seva companyia de teatre visual: La Claca. A més, va col·laborar també amb altres companyies com Els Joglars o La Cubana.
Uns anys després de l'estrena de Mori el Merma!, Teresa Calafell va deixar el grup que havia cofundat per dedicar-se en la seva carrera professional personal. La companyia es va dissoldre (temporalment) l'any 1989.

### Obra personal
Teresa Calafell va continuar la seva carrera professional especialitzant-se cada vegada més en el llenguatge de les mans. El 1987, Glòria Rognoni, amb qui havien coincidit ja en l'espectacle Mori el Merma! i de qui era amiga íntima, va dirigir el seu espectacle personal Deliri. Després d'atreure l'atenció d'Hermann Bonnín a la Fira de Tàrrega, va estrenar al Teatre Romea.

## Reconeixement i memòria
Una sala del Teatre Gaudí, de Barcelona, porta el seu nom.